# Myospila setulinervis
Myospila setulinervis este o specie de muște din genul Myospila, familia Muscidae. A fost descrisă pentru prima dată de Stein în anul 1918. Conform Catalogue of Life specia Myospila setulinervis nu are subspecii cunoscute.